# Ulrich Christoph Salchow
Ulrich Christoph Salchow (* 9. Februar 1722 in Kasnevitz, Rügen; † 20. April 1787 in Meldorf, Süderdithmarschen) war ein deutscher Arzt und Chemiker.

## Leben
Salchow wurde als Sohn eines Pfarrers auf der Insel Rügen geboren. Er studierte ab 1741 Medizin an der Universität Halle und wurde 1746 mit der Schrift De literatorum et honoratorum sanitate tuenda et restituenda promoviert. Anschließend war er unter anderem in Berlin als Arzt tätig. 1755 verließ er Deutschland und ging nach Sankt Petersburg, wo er Professor für Chemie und zugleich Mitglied der Kaiserlichen Akademie der Wissenschaften wurde.
1760 verließ er Russland und ließ sich ab 1763 als Landphysicus im königlich-dänischen Süderdithmarschen nieder.